# 博德罗格凯赖斯图尔
博德罗格凯赖斯图尔，是匈牙利包尔绍德-奥包乌伊-曾普伦州所辖的一个村。总面积29.87平方公里，总人口1134，人口密度38.0人/平方公里（2011年1月1日）。